# ユージン・サイモン
ユージン・サイモン（Eugene Simon、1992年6月11日 - ）はイングランドの俳優。元子役。
HBOの人気テレビドラマシリーズ『ゲーム・オブ・スローンズ』のランセル・ラニスター役で知られる。

## 略歴
アントン・D・サイモンとテレサ・ミーガン・マーゲリート・ストップフォードの間にユージン・マイケル・サイモンとして生まれる。
2003年から放送されたシットコム『My Dad's the Prime Minister』に出演して以降、子役としていくつかの作品に出演するが、数年後に活動休止。その後、2010年のテレビ映画『ベン・ハー』で主人公ユダ・ベン＝ハーの若年期を演じ、俳優としての活動を再開する。
2011年から放映されたHBOの人気テレビドラマシリーズ『ゲーム・オブ・スローンズ』ではジョフリー・バラシオン役でオーディションを受けたが、最終的にランセル・ラニスター役に決まった。

## 主な出演作品
- ベン・ハー Ben Hur (2010) - 若年期のベン・ハー ※全2話のテレビミニシリーズ
- ゲーム・オブ・スローンズ Game of Thrones (2011-2012, 2015-2016) - ランセル・ラニスター ※16エピソード
- ファイナル・ゲーム Eden (2014) - ケネフィック
- ダーケスト・ウォーター The Lodgers (2017) - ショーン